# Eudesmia major
Eudesmia major är en fjärilsart som beskrevs av Rothschild 1912. Eudesmia major ingår i släktet Eudesmia och familjen björnspinnare. Inga underarter finns listade i Catalogue of Life.